# Современный (эсминец)
«Современный» — головной эскадренный миноносец проекта 956 (код НАТО — «Sovremenny»).

## История строительства
Заложен на заводе № 190 им. А. А. Жданова 3 марта 1976 года (строительный № 861), спущен 18 ноября 1978 года. Крёстная мать корабля — Галина Поздеева. Прошёл швартовные испытания с 27 декабря 1979 года по 4 августа 1980 года, заводские ходовые испытания с 5 августа 1980 года по 14 ноября 1980 года, государственные испытания с 15 ноября 1980 года по 25 декабря 1980 года, принят флотом 25 декабря 1980 года, 23 февраля 1981 года на корабле был поднят советский военно-морской флаг, 24 января 1981 года эсминец вступил в состав Советского Военно-Морского Флота. На период строительства был включён в состав 13 бригады строящихся и ремонтирующихся кораблей (13 брстремк) Ленинградской военно-морской базы, на период испытаний включён в состав 76-й бригады ракетных кораблей 12-й дивизии ракетных кораблей с базированием на военно-морскую базу Лиепая.

## Служба

### Служба корабля в 1981—1984 годах
30 декабря 1981 года, по плану испытаний корабельного вооружения, вышел из Лиепаи в Средиземное море и 12 января 1982 года прибыл в Севастополь. В период испытаний на артиллерийском полигоне произошёл разрыв одного из стволов носовой 130-мм артиллерийской установки АК-130. 24 июля 1982 года вышел из Севастополя, 6 августа прибыл в Североморск и вошёл в состав Северного флота. 20 марта 1983 года совместно с крейсером «Александр Невский», БПК «Сообразительный» и эсминцами «Отчаянный» и «Бывалый» выполнил на «отлично» учебную минную постановку.
С 15 апреля 1983 года участвовал в учениях по ПВО в составе группы из 8 кораблей (ТАРКР «Киров», БПК «Адмирал Юмашев», «Жгучий», «Гремящий», эсминцы «Отчаянный», «Бывалый» и «Опасный»). С 31 марта по 8 апреля 1984 года корабль в составе КУГ-1 (корабельной ударной группы № 1) принял участие в учениях «Атлантика-84», с 10 по 13 апреля принимал участие в учениях «Заполярье-84», с 19 по 25 апреля — в учениях «Эскадра-84», в октябре того же года принял участие в учениях по отработке взаимодействия отрядов кораблей.

### Служба корабля в 1985—1988 годах
С 15 января 1985 года корабль нёс боевую службу в Средиземном море совместно с ТАКР «Киев», ракетным крейсером «Вице-адмирал Дрозд», БПК «Маршал Тимошенко» и «Стройный» и эсминцем «Отчаянный». Во время дружественного посещения порта Сплит (Югославия) эсминец повредил левый гребной винт; 4 июня 1985 года корабль, пройдя в ходе похода 19985 морских миль, возвратился в Североморск. В ходе состязательной артиллерийской стрельбы кораблей КУГ 56-й бригады эскадренных миноносцев 7-й оперативной эскадры, проводившейся 9 октября 1986 года, корабль завоевал Приз ГК ВМФ по артиллерийской подготовке в составе КУГ. С 28 августа по 26 сентября 1988 года вместе с БПК «Стройный» выполнял контроль за учениями НАТО Team Work-1988 в Норвежском море со слежением в течение 53 часов за американским авианосцем «Форрестол».

### Вывод в резерв и расформирование
15 декабря 1988 года эсминец «Современный» был выведен в резерв 2-й категории. 25 мая 1989 года был поставлен на ремонт и модернизацию в судоремонтный завод № 35 (Роста), однако в связи с недостаточным финансированием модернизация шла крайне медленно. В итоге, после 1991 года было решено исключить корабль из списков флота, что и произошло 15 ноября 1998 года, в тот же день на корабле был спущен военно-морской флаг. Техническая готовность эсминца на 1 августа 1997 года составляла 72 %, к моменту списания — 86 %. Разобран в Мурманске в 2003 году.

## Командиры
- С 21 мая 1979 года — капитан 1 ранга Лыженков, Герман Александрович[2].
- С 9 сентября 1986 года — капитан 2 ранга Баточенко, Владимир Борисович.
- С 12 марта 1987 года — капитан 2 ранга Фомин, Владимир Алексеевич.
- С 25 октября 1988 года — капитан 2 ранга Тимошенко, Вячеслав Александрович.
- С 10 ноября 1989 года — капитан 2 ранга Нашутинский, Борис Николаевич
- С 15 марта 1993 — капитан 2 ранга (позднее капитан 1 ранга) Костромицкий, Павел Дмитриевич.

## Бортовые номера
- В ходе службы эсминец сменил ряд следующих бортовых номеров[2]:
- 1980 год — № 670.
- 1981 год — № 760.
- 1982 год — № 618, 680, 402, 426
- 1984 год — № 441.
- 1988 год — № 431.
- 1990 год — № 420.